# José Manuel Mendes
José Manuel Mendes é um actor português.
Trabalha regularmente com Luís Miguel Cintra no Teatro da Cornucópia e com Manoel de Oliveira no cinema.  Habitualmente desempenha papéis de cavalheiro, padre, advogado ou personagens que de alguma forma representam a lei e a justiça. 
Recebeu a Medalha de Mérito Cultural em 2004.

## Filmografia
- Uma Rapariga no Verão (1986)
- Os Canibais (1988)
- Capitão Roby (2000)
- A Raiz do Coração (2000)
- O Princípio da Incerteza (2002)
- Heiko (curta-metragem) (2008)
- Mistérios de Lisboa, realização de Raúl Ruiz (2010)
- O Estranho Caso de Angélica (2010)
- Os Maias (2014)
- Peregrinação (2017)
- Ruth (2018)
- Amor Amor (2018)
- A Metamorfose dos Pássaros (2020) (voz)